# Serbia en los Juegos Paralímpicos de Sochi 2014
Serbia estuvo representada en los Juegos Paralímpicos de Sochi 2014 por un deportista masculino. El equipo paralímpico serbio no obtuvo ninguna medalla en estos Juegos.